# 羅大用 (潜水艦)
羅大用（ナ・デヨン、日本語読み：ら だいよう、朝鮮語：나대용、ラテン文字：Na Dae Yong, SS-069）は、大韓民国海軍の潜水艦。張保皐級潜水艦の8番艦。艦名は李舜臣配下の武将羅大用（ko:나대용）に由来する。

## 艦歴
「羅大用」は、大宇重工業玉浦造船所で建造され、2000年12月に就役し、鎮海に所在する第9戦団に配備される。
2002年に、リムパック2002に参加し、演習中に10隻10万トンを仮想撃沈させた。また、大韓民国海軍初のハープーン対艦ミサイル射撃を実施し、60km離れた目標物に命中させた。
2012年に「DDG-992 栗谷李珥」、「DDH-981 崔瑩」と共にリムパックに参加する。